# Archibald Douglas (6e comte d'Angus)
Pour les articles homonymes, voir Archibald Douglas.
Archibald Douglas (vers 1489 - peu avant le 22 janvier 1557), 6e comte d'Angus, est un baron écossais actif sous les règnes de Jacques V d'Écosse, puis Marie Ire d'Écosse.

## Biographie
Il est le fils de George Douglas, Maître d'Angus, tué le 9 septembre 1513 à la bataille de Flodden Field. Il succède comme comte d'Angus à la mort de son grand-père Archibald Douglas, 5e comte d'Angus.
En 1509, Archibald épousa Marguerite (ou Margaret), fille du comte de Bothwell. Après sa mort en 1513, il se remaria le 6 août 1514 avec la reine-douairière et régente, Marguerite Tudor, veuve de Jacques IV d'Écosse et sœur aînée de d'Henri VIII d'Angleterre. Le mariage raviva la jalousie de certains nobles et l'opposition du parti français en Écosse. Avec l'éclatement de la guerre civile, Marguerite cède la régence à John Stuart. Archibald se retire dans ses propriétés d'Angus tandis que John Stuart fait le siège de Stirling et prend possession des enfants royaux.
En 1545, Archibald Douglas conduira les troupes écossaises victorieuses, avec James Hamilton second comte d'Arran, et Walter Scott of Branxholme and Buccleuch (en), contre une armée anglaise deux fois plus importante, à la bataille d'Ancrum Moor.
De son second mariage avec Marguerite Tudor, il eut un enfant unique : 
- Margaret Douglas (1515-1577), épousa Matthew Stewart, 4e comte de Lennox, régent d'Écosse de 1570 à 1571 ; de cette union naît en 1546 lord Darnley, mari de Marie Stuart et père de Jacques VI.